# Himerarctia
Genre
Himerarctia est un genre de lépidoptères (papillons) sud-américains de la famille des Erebidae et de la sous-famille des Arctiinae.

## Systématique
Le genre Himerarctia a été décrit par l'entomologiste britannique Allan Watson en 1975, avec pour espèce type Automolis docis Hübner, 1831,.

## Liste des espèces
Ce genre compte quatre espèces :
- Himerarctia griseipennis (Rothschild, 1909)
- Himerarctia docis (Hübner, 1831)
- Himerarctia viridisignata Watson, 1975
- Himerarctia laeta Watson, 1975

## Distribution géographique
Les espèces du genre Himerarctia se rencontrent en Amérique du Sud (Brésil, Colombie, Pérou, Bolivie, Guyane).